# Samia Usman Fatah
Samia Usman Fatah (nascida em 28 de julho de 1940) é uma ex-política do Paquistão. Em 1973, ela tornou-se na primeira mulher a ser eleita para a Câmara Alta do país, o Senado.

## Família
Fatah veio de Gujrat e nasceu numa família de classe média.

## Carreira
Fatah e o seu marido foram ambos membros fundadores Partido Popular do Paquistão (PPP). O seu marido, entretanto, deixou o partido em 1972. Em 1968 foi nomeada presidente da ala feminina do PPP para o distrito de Gujrat.

### Senado do Paquistão
Candidata do PPP, Fatah foi eleita para uma cadeira geral em 1973. Isso a tornou na primeira senadora do país e a única durante o seu mandato. Fazendo o juramento em 6 de agosto de 1973, ela cumpriu um mandato entre agosto de 1973 e agosto de 1975. Durante o seu mandato, ela actuou na Comissão de Finanças, Planejamento e Desenvolvimento da Divisão de Assuntos Económicos e Estatística.

### Assembleia Nacional do Paquistão
Novamente na lista do PPP, Fatah foi eleita para a Assembleia Nacional do Paquistão numa cadeira especial em 1977.

### Visitas estrangeiras
Em fevereiro de 1975, Fatah fazia parte da comitiva do primeiro-ministro Zulfikhar Ali Bhutto na sua visita oficial aos EUA.

### Activismo político
Ela organizou protestos e manifestações contra a ditadura militar de Zia-ul-Haq em 1977.